# يو إس إس إنديانابوليس (سي أي-35)
كانت سفينة يو إس إن إنديانابوليس (CL / CA-35) طرادًا ثقيلًا من فئة بورتلاند تابعة للبحرية الأمريكية، سميت باسم مدينة إنديانابوليس ، إنديانا. تم إطلاق السفينة عام 1931، وخدمت كسفينة القيادة لاسطول الكشافة الأول لثمانية سنوات، ثم كسفينة القيادة للأدميرال ريمون سبروانس في عامي 1943 و 1944 بينما كان يقود الأسطول الخامس في معارك وسط المحيط الهادئ خلال الحرب العالمية الثانية.
في يوليو 1945، أكملت إنديانابوليس رحلة فائقة السرية والسرعة لتسليم أجزاء من Little Boy ، أول سلاح نووي يستخدم في القتال، إلى قاعدة سلاح الجو التابعة لجيش الولايات المتحدة في جزيرة تينيان، ثم غادرت بعد ذلك متجهة إلى الفلبين للقيام باعمال تدريبية. في الساعة الثانية عشر وخمسة عشر دقيقة صباح يوم 30 يوليو، تم نسف السفينة بواسطة غواصة البحرية الامبراطورية اليابانية I-58 ، وغرقت في 12 دقيقة. من بين 1,195 من الطاقم على متن السفينة، قضى نحو 300 مع السفينة. أما الـ 890 الباقية فقد واجهوا التعرض لتغير في درجات الحرارة والجفاف والتسمم بالمياه المالحة بالاضافة إلى هجمات القرش أثناء تقطع السبل بهم في المحيط المفتوح مع عدد قليل من قوارب النجاة وبدون طعام أو ماء. لم تعلم البحرية بالغرق الا بعد أربعة أيام، عندما تم رصد الناجين من قبل طاقم طائرة PV-1 Ventura في دورية روتينية. في نهاية المطاف نجا 316 شخص من طاقم السفينة فقط. أسفر غرق إنديانابوليس عن أكبر خسارة فردية في الأرواح في البحر، من سفينة واحدة، في تاريخ البحرية الأمريكية. 
في 19 أغسطس 2017، قام فريق بحث بتمويل من Paul Allen بتحديد موقع حطام الطراد الغارق في البحر الفلبيني على عمق حوالي 18,000 قدم (5,500 م). في 20 ديسمبر 2018، حصل طاقم إنديانابوليس بشكل جماعي على ميدالية الكونغرس الذهبية.

## أعمال البناء
كانت إنديانابوليس هي الثانية من سفينتين من فئة بورتلاند ، فئة بورتلاند هي الفئة الثالثة من الطرادات المسمى «طرادات المعاهدة» التي أنشأتها البحرية الأمريكية في أعقاب معاهدة واشنطن البحرية عام 1922، بعد سفينتين من فئة بينساكولا، طلبت في عام 1926، وستة من فئة نورثامبتون، طلبت في عام 1927.  طلبت إنديانابوليس من قبل البحرية الأمريكية في السنة المالية لعام 1930، تم تصنيف إنديانابوليس في الأصل كطراد خفيف بسبب درعها الرقيق وأعطيت رمز تصنيف بدن CL-35. ثم إعادة تصنيفها على أنها طراد ثقيل، بسبب مدافها ذات العيار 8 بوصة (203 مـم)، مع رمز CA-35 في 1 يوليو 1931، وفقًا لمعاهدة لندن البحرية. 
عند تصميم طرادات بورتلاند صممت لتكون إزاحتها القياسية بحدود 10423 طن، وازاحة كامل الحمولة 12960 طن.  ومع ذلك، عند الانتهاء، لم تصل إنديانابوليس إلى هذا الوزن، حيث وصلت إزاحتها إلى 10110 طن.  كان للسفينة مدخنتين مميزتين، صاري ثلاثي القوائم، وبرج صغير وصاري عامودي في الخلف. في عام 1943، تمت إضافة اضاءة ثلاثية الحوامل إلى الأمام من المدخنة الثانية على كل سفينة، وتم تثبيت موجه بحر ي بارز في الخلف. 
كانت السفينة تحتوي على أربعة أعمدة مراوح وأربعة توربينات موجهة من Parsons GT وثمانية غلايات وايت فورستر بقوة 107000 حصان كهربائي (80000 كيلوواط) مع سرعة تصل إلى 32.7 عقدة (60.6 كم/س؛ 37.6 ميل/س). وكانت مصممة لتصل إلى 10000 ميل بحري (19000 كيلومتر) في 15 عقدة (28 كم/س؛ 17 ميل/س) . 
جهز الطراد بتسع مدافع مارك 9 عيار ((8 بوصات / 55)) ذو الثلاث فوهات، زوج بنظام الكثافة النارية في المقدمة وواحدة في الخلف. اما بالنسبة لمضاد الطائرات، فكانت مجهزة بثمانية مدافع عيار 5 بوصة / 25 ومدفعين من طراز كيو اف 3- هاون هوتشكيس. في عام 1945، تلقت 24 مدفع بوفورز 40 ملم، بشكل ستة مدافع رباعي الفوهة. كلا السفينتين تم ترقيتهما مع 19 مدفع أورليكون <span about="#mwt114" data-cx="[{&quot;adapted&quot;:true,&quot;partial&quot;:false,&quot;targetExists&quot;:true}]" data-mw="{&quot;parts&quot;:[{&quot;template&quot;:{&quot;target&quot;:{&quot;wt&quot;:&quot;Cvt&quot;,&quot;href&quot;:&quot;./قالب:Cvt&quot;},&quot;params&quot;:{&quot;1&quot;:{&quot;wt&quot;:&quot;20&quot;},&quot;2&quot;:{&quot;wt&quot;:&quot;mm&quot;},&quot;3&quot;:{&quot;wt&quot;:&quot;2&quot;}},&quot;i&quot;:0}}]}" data-ve-no-generated-contents="true" id="mweA" typeof="mw:Transclusion">20</span> . الا انهما لم تجهزا بأنابيب طوربيد. 
طرادات بورتلاند صمم ليكون مجهز بدرع 1 بوصة (25 مـم) لحماية سطح السفينة والحماية الجانبية، ولكن في البناء  جهزت بدرع حزام بين 5 بوصة (127 مـم) (حول المخازن) و 3.25 بوصة (83 مـم) في سمك.  دروع الحواجز في داخل هيكل السفينة بين 2 بوصة (51 مـم) و 5.75 بوصة (146 مـم) اما سطح السفينة 2.5 بوصة (64 مـم) ، ومصطبة الرمي 1.5 بوصة (38 مـم)، و برج المدفع 2.5 بوصة، وبرج القيادة 1.25 بوصة (32 مـم) . 
تم تجهيز طرادات بورتلاند كسفن لقيادة الاسطول. وايضا تحتوي على اثنين من مجنقتين وسط السفينة.  يمكنهم حمل أربع طائرات. بالنسبة إلى طاقم السفينة فهي بحاجة إلى 807 شخص، اما في حالة الحرب يرفع العدد إلى 952 ويمكن ان يزيد إلى 1229 في حالة إذا كانت السفينة هي سفينة قيادة الاسطول. 
وضعت عارضة إنديانابوليس من قبل شركة نيويورك لبناء السفن في 31 مارس 1930.  تم توفير الهيكل والآلات من قبل الشركة.  تم إطلاق إنديانابوليس في 7 نوفمبر 1931، وتم تكليفها في 15 نوفمبر 1932.  وكانت ثاني سفينة تحمل اسم مدينة إنديانابوليس، بعد سفينة الشحن التي تحمل نفس الاسم في عام 1918. كانت ترعاها لوسي تاغارت، ابنة عمدة إنديانابوليس السابق توماس تاغارت. 

## فترة ما بين الحربين

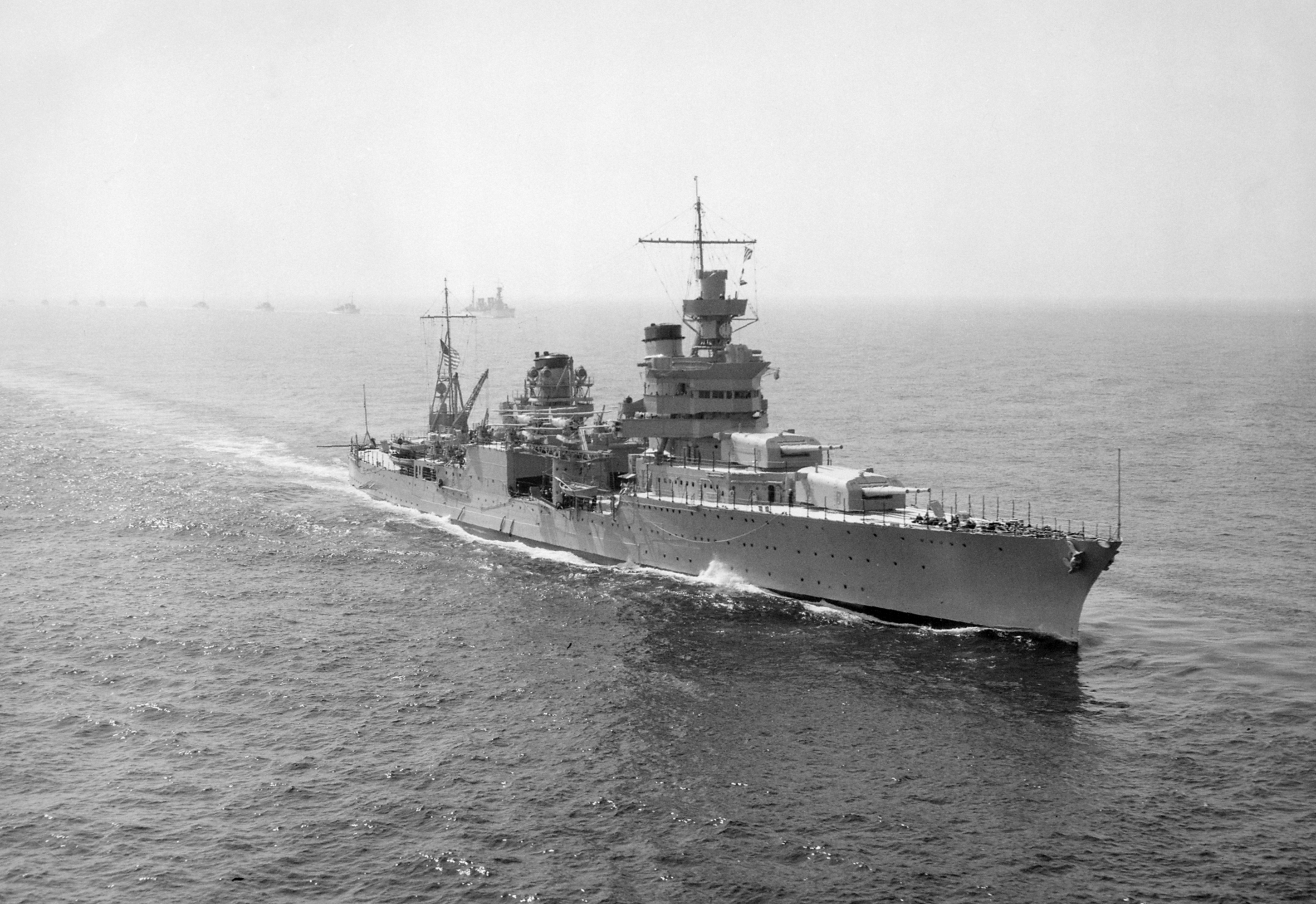
انديانابوليس في عام 1939

تحت قيادة الكابتن جون سمايلي، قامت انديانابوليس برحلتها التجريبية في المحيط الاطلسي وفي خليج غوانتانامو، حتى 23 فبراير 1932. ثم عبروا بها عبر قناة بنما للتدريب قبالة الساحل التشيلي. تم إجراء بعض الإصلاحات على السفينة في حوض السفن التابع لقاعدة فيلادلفيا البحرية، بعدها أبحرت إلى ولاية مين ليصعد على متنها الرئيس فرانكلين ديلانو روزفلت من جزيرة كامبوبيللو، نيو برونزويك، في 1 يوليو 1933.  وفي نفس اليوم اتجهت إلى أنابوليس بولاية ماريلاند. في 3 يوليو استضافت ستة أعضاء من مجلس الوزراء، إلى جانب روزفلت، أثناء إقامتها هناك. وبعد مغادرة الرئيس لها، غادرت أنابوليس في 4 يوليو، وتوجهت إلى قاعدة فيلادلفيا البحرية. 
في 6 سبتمبر، اقلت وزير البحرية كلود سوانسون، لتفقد القوات البحرية في المحيط الهادئ. قامت إنديانابوليس بجولة شملت منطقة قناة بنما وهاواي والمنشآت البحرية في مدينتي سان بيدرو وسان دييغو. غادر سوانسون السفينة في 27 أكتوبر. في 1 نوفمبر 1933، أصبحت سفينة القيادة في اسطول الاستطلاع الأول، وشاركت مع بقية الاسطول في مناورة قبالة لونغ بيتش ، كاليفورنيا. غادرت في 9 أبريل 1934، ووصلت إلى مدينة نيويورك، لتقل روزفلت للمرة الثانية للمشاركة في الاستعراض البحري العام لقوات البحرية الأمريكية. لتعود إلى قاعدتها في لونغ بيتش في 9 نوفمبر 1934 لمزيد من التدريب مع الاسطول الكشفي الأول. لتبقى سفينة القيادة في الاسطول حتى عام 1941. في 18 نوفمبر 1936 اقلت روزفلت للمرة الثالثة من تشارلستون ، ساوث كارولينا، لتقوم بجولة إلى أمريكا الجنوبية. حيث قام بزيارات رسمية إلى كل من ريو دي جانيرو، بوينس آيرس، ومونتيفيديو في أوروغواي، لتعود إلى تشارلستون في 15 ديسمبر. .

## الحرب العالمية الثانية
في 7 ديسمبر 1941، كان إنديانابوليس تجري قصفًا وهميا في جونستون أتول أثناء الهجوم الياباني على بيرل هاربور. تم فصل إنديانابوليس إلى فرقة العمل 12 للبحث عن حملات الطائرات اليابانية المسؤولة عن الهجوم، الا ان الفرقة لم تستطع ايجاد حاملات الطائرات فعادت السفينة إلى بيرل هاربور في 13 ديسمبر لتنضم إلى فرقة العمل 11 . 

### حملة غينيا الجديدة
مع فرقة العمل، ابحرت إلى جنوب المحيط الهادئ، تحديدا إلى الجنوب من رابول، بريطانيا الجديدة، يرافقها حاملة الطائرات يو إس إس ليكسينغتون. في وقت متأخر من بعد ظهر يوم 20 فبراير 1942، تعرضت السفن الأمريكية لهجوم من قبل 18 طائرة يابانية. تم إسقاط 16 طائرة من قبل حاملة الطائرات ليكسينغتون ، بينما تم تدمير الاثنتين المتبقية بنيران مضادات الطائرات من السفن. 
عززت الفرقة بحاملة الطائرات يو إس إس يوركتاون. لتقوم في 10 مارس بمهاجمة مدنلاي وسلاموا في غينيا الجديدة، حيث كان اليابانيون يحشدون القوات البرمائية. كان الهجوم من الجنوب من خلال سلسلة جبال أوين ستانلي فرصه للقوات الجوية الأمريكية لمفاجأت القوات اليابانية وألحاق أضرارًا جسيمة بالسفن الحربية اليابانية ووسائل النقل. عادت إنديانابوليس إلى حوض ماري آيلاند البحري لبناء السفن للصيانة قبل العودة فيما بعد للانضمام إلى القافلة في أستراليا. 

### حملة جزر اليوتيان
توجهت إنديانابوليس إلى شمال المحيط الهادئ لدعم الوحدات الأمريكية في معركة جزر ألوتيان. في 7 أغسطس قامت إنديانابوليس والوحدات المرافقة بمهاجمة جزيرة كيسكا، وهي منطقة انطلاق يابانية. على الرغم من أن الضباب أعاق الرؤية، إلا أن إنديانابوليس والسفن الأخرى أطلقت أسلحتها الرئيسية بتجاه خليج الجزيرة حيث أفادت الطائرات العائمة من الطرادات أن السفن اليابانية غرقت في الميناء وألحقت أضرارًا بمنشآت الشاطئ. بعد 15 دقيقة ردت بطاريات الشاطئ الياباني النار قبل أن تدمرها المدافع الرئيسية للسفن. كانت الغواصات اليابانية التي تقترب من القوة تضرب بقذيفة الأعماق من قبل المدمرات الأمريكية، وحاولت الطائرات اليابانية القيام بهجوم مضاد الا انه لم يكن فعال. على الرغم من نقص المعلومات عن القوات اليابانية، فقد اعتبرت العملية ناجحة. احتلت القوات الأمريكية في وقت لاحق جزيرة أداك، حيث توفر قاعدة بحرية أبعد من قاعدة <b>ميناء الهولندي</b> في جزيرة أونالاسكا.

### عمليات 1943

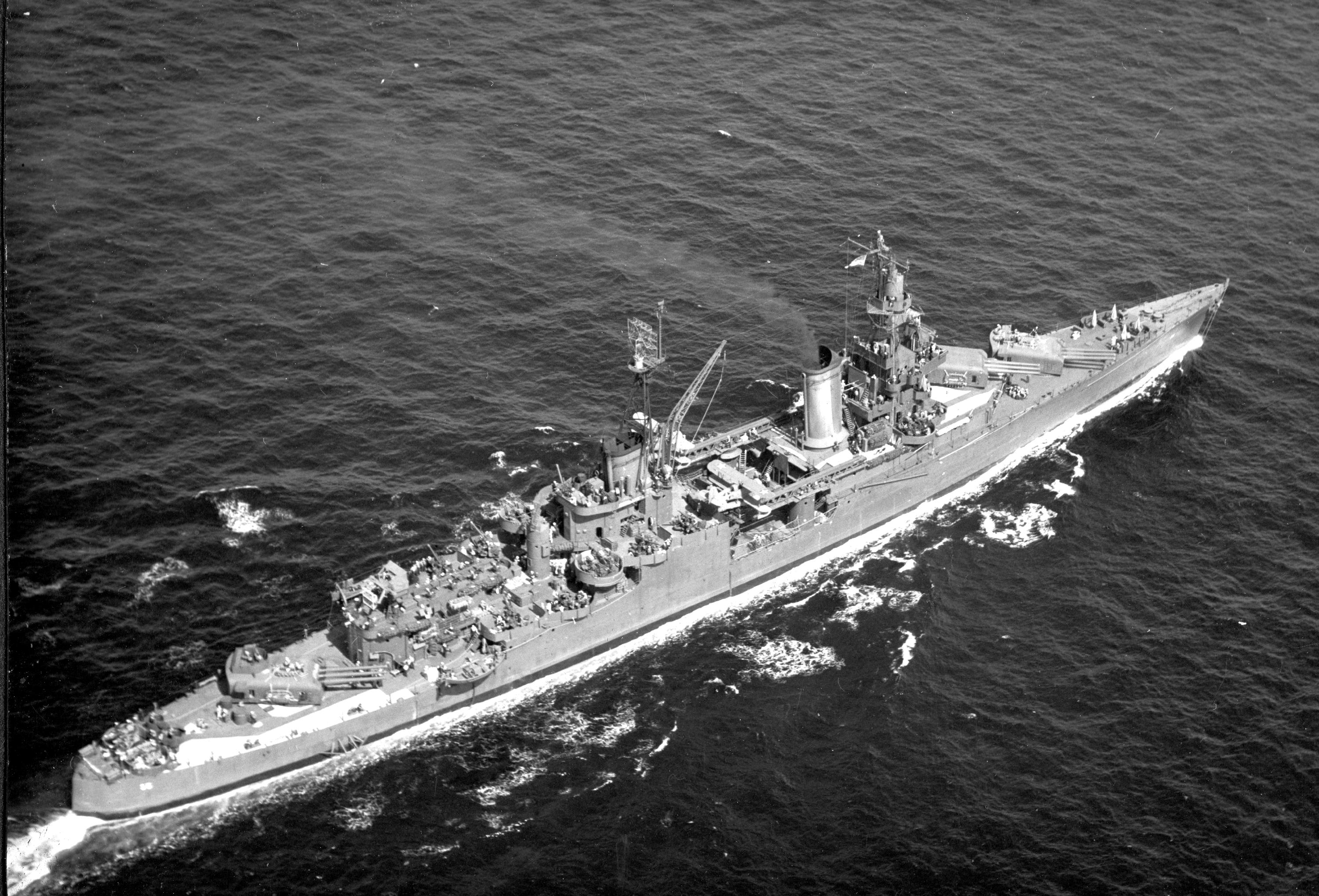
السفينة يو إس إن إنديانابوليس (CA-35) في البحر في 1943-1944 (NH 124466)

في يناير 1943 ساندت إنديانابوليس عملية الهبوط والاحتلال في أمشيتكا، وهي جزء من إستراتيجية الحلفاء العسكرية المسمى <b>التنقل بين الجزر</b> في جزر ألوتيان. 
في مساء يوم 19 فبراير، قادت إنديانابوليس مدمرتين في دورية جنوب غرب جزيرة أتو، بحثًا عن سفن يابانية تحاول تعزيز كيسكا وأوتو. حيث اعترضت سفينة الشحن اليابانية أكاجان مارو، المحملة بالقوات والذخيرة والمعدات. قامت إنديانابوليس بقصف أكاجان مارو التي غرقت بكامل حمولتها. في منتصف عام 1943، بقيت إنديانابوليس بالقرب من جزر ألوتيان، ترافق القوافل الأمريكية وتوفر قصف على الشاطئ لدعم الهجمات البرمائية. في شهر مايو استولى الحلفاء على جزيرة أوتو، ثم بالتوجه نحو كيسكا، حيث اعتقد أن هذا هو الحصن الياباني الأخير في آلوتيانس. بدأ هبوط الحلفاء هناك في 15 أغسطس، لكن اليابانيين كانوا قد هجروا بالفعل جزر ألوتيان، دون علم الحلفاء. 
بعد الصيانة في حوض ماري آيلاند، انتقلت إنديانابوليس إلى هاواي كسفينة قيادة لنائب الأدميرال ريموند إيه سبروانس، قائد الأسطول الخامس. ابحرت من ميناء بيرل هاربر في 10 نوفمبر، مع الجسم الرئيسي لقوة الهجوم الجنوبية لعملية كلفاني لغزو جزر جيلبرت. في 19 نوفمبر قصفت إنديانابوليس جزيرة تاراوا، وفي اليوم التالي قصفت جزر ماكين. ثم عادت السفينة إلى تاراوا كمساندة نارية لعملية الانزال. أسقطت بنادقها طائرة عدو وقصفت تحصينات المدافعين اليابانيين في معركة تاراوا . واصلت هذا الدور حتى أصبحت الجزيرة آمنة بعد ثلاثة أيام. ثم تم غزو جزر مارشال بعد النصر في جلبرت.

### 1944

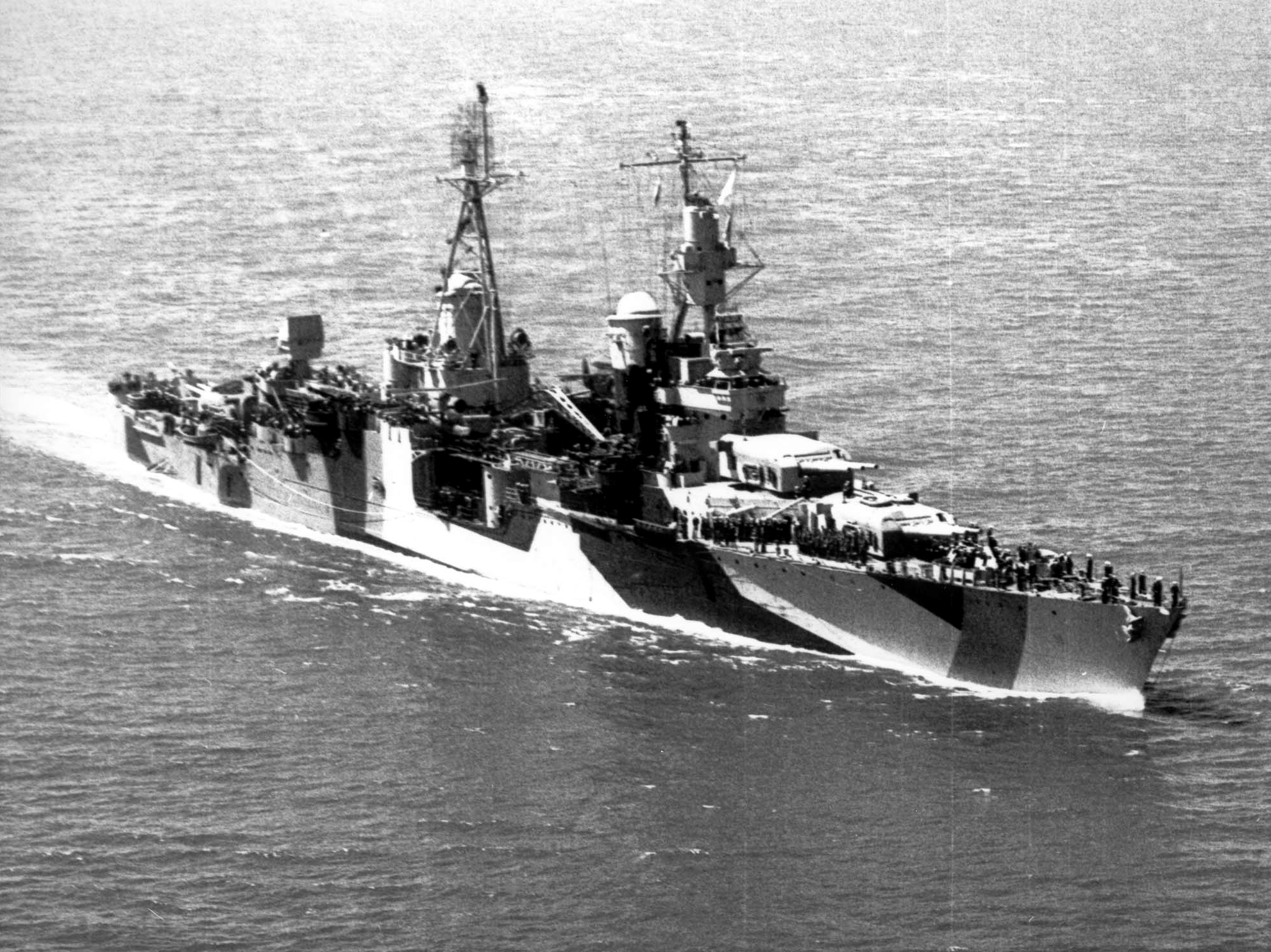
انديانابوليس في عام 1944 نمط التمويه

قابل الطراد سفن أخرى من فرقة العمل التابع لها في تاراوا، وفي 31 يناير 1944 كانت واحدة من الطرادات التي قصفت جزر كواجالين . استمر القصف في يوم التالي، حيث قامت إنديانابوليس بتعطيل بطاريتي شاطئ للعدو. وفي اليوم الثالث، دمرت منزلًا محصنًا ومنشآت شاطئية أخرى ودعمت القوات المتقدمة بوابل من القذائف . دخلت السفينة بحيرة كواجالين في 4 فبراير، وبقيت حتى اختفت المقاومة.
في مارس وأبريل، هاجمت سفينة قيادة الاسطول الخامس إنديانابوليس جزر كارولين الغربي. قامت حاملات الطائرات في جزر بالاو في الفترة من 30 إلى 31 مارس، باغراق ثلاث مدمرات و 17 سفينة شحن وخمسة حاملات نفط وأتلفت 17 سفينة أخرى. تعرضت المطارات إلى القصف وحوصرت المياه بألغام بحرية. ضربت كل من منطقة ياب وجزيرة أوليثي في 31 مارس / آذار وجزيرة ووليي في 1 أبريل / نيسان. هاجمت الطائرات اليابانية ولكن تم طردها دون الإضرار بالسفن الأمريكية. أسقطت إنديانابوليس طائرتها الثانية من نوع قاذفة طوربيد، وفقد اليابانيون 160 طائرة، من بينها 46 على الأرض. هذه الهجمات منعت القوات اليابانية المتمركزة في كارولين من التدخل في عمليات الهبوط الأمريكية في غينيا الجديدة.
في يونيو، كان الأسطول الخامس مشغولًا بالهجوم على جزر ماريانا. بدأت الغارات على سايبان من حاملات الطائرات في 11 يونيو، أعقبها القصف الموجه الذي لعبت فيه إنديانابوليس دورًا رئيسيًا، اعتبارًا من 13 يونيو. في 15 يونيو سمع الأدميرال سبروانس أن البوارج وحاملات الطائرات والطرادات والمدمرات التي كانت متجهة جنوبًا لتخفيف من التهديدات من الحاميات في ماريانا. نظرًا لأنه كان لا بد من حماية العمليات البرمائية في سايبان، لم يكن بإمكان سبرانس الانسحاب أكثر من اللازم. وبالتالي، تم إرسال قوة محمولة سريعة لمواجهة هذا التهديد بينما هاجمت قوة أخرى القواعد الجوية اليابانية في إيو جيما وتشيتشي جيما، في جزر بونين وبركان.
قاتل أسطول أمريكي مشترك اليابانيين في 19 يونيو في معركة البحر الفلبيني. حاملات الطائرات اليابانية، التي خططت لاستخدام مطارات غوام وتينيان للتزود بالوقود وإعادة تسليحها، قوبلت بحاملات الطائرات ومدافع سفن الحلفاء المرافقة. في ذلك اليوم، دمرت البحرية الأمريكية 426 طائرة يابانية بينما خسارتها 29 طائرة فقط. انديانابوليس اسقطت طائرة طوربيد واحدة. أصبح هذا اليوم من القتال الجوي معروف باسم «تبادل لاطلاق النار ماريانا تركيا». مع القضاء على القوة الجوية اليابانية، اغرقت الطائرات الأمريكية حاملة الطائرات اليابانية هيو ومدمرتين ووناقلة واحدة وألحقت أضرارًا بالبقية. وقامت الغواصات باغراق اثنين من حاملات الطائرات تايهو وشوكاكو.
عاد إنديانابوليس إلى سايبان في 23 يونيو لاعادة التذخير وبعد ستة أيام انتقلت إلى تينيان لمهاجمة المنشآت الشاطئة في معركة تينيان. وفي الوقت نفسه، تم الاستيلاء على غوام، وأصبحت إنديانابوليس أول سفينة تدخل ميناء أبرا منذ بداية الحرب. كانت السفينة تعمل في ماريانا خلال الأسابيع القليلة اللاحقة، ثم انتقلت إلى كارولين الغربية، حيث تم التخطيط لمزيد من الانزالات البحرية على شواطئها. من 12 إلى 29 سبتمبر قصفت ولاية بيليليو في بالاو قبل وبعد الانزالات (انظر معركة بيليليو). ثم أبحرت إلى جزيرة مانوس في جزر أدميرالتي حيث عملت لمدة 10 أيام قبل أن تعود إلى ماري آيلاند لبناء السفن البحرية في كاليفورنيا لتجديدها.

### 1945
بعد إصلاحها، وتحديدا في 14 فبراير 1945 انضمت إنديانابوليس إلى فرقة المهمات السريعة المنقول بقيادة الأدميرال مارك ميتشر. بعد يومين شنت فرقة العمل هجومًا على طوكيو لتغطية عمليات الهبوط في إيو جيما، المقرر إجراؤها في 19 فبراير. كان هذا هو أول هجوم لحاملة الطائرات على البر الرئيسي لليابان منذ غارة دوليتل. كانت المهمة تدمير المنشآت الجوية اليابانية وغيرها من المنشآت في اليابان. حقق الأسطول مفاجأة تكتيكية كاملة عن طريق الاقتراب من الساحل الياباني تحت غطاء من سوء الاحوال الجوية. تم الضغط على الجزر لمدة يومين. فقدت البحرية الأمريكية 49 طائرة بينما سجل خسارة 499 طائرة معادية، وهي نسبة قتل / خسارة من 10 إلى 1. اغرقت القوة المهاجمة أيضًا ناقلة وتسع سفن ساحلية ومدمرة ومدمرتين مرافقة وسفينة شحن. دمروا حظائر الطائرات ومنشآت الطائرات والمصانع والأهداف الصناعية الأخرى.

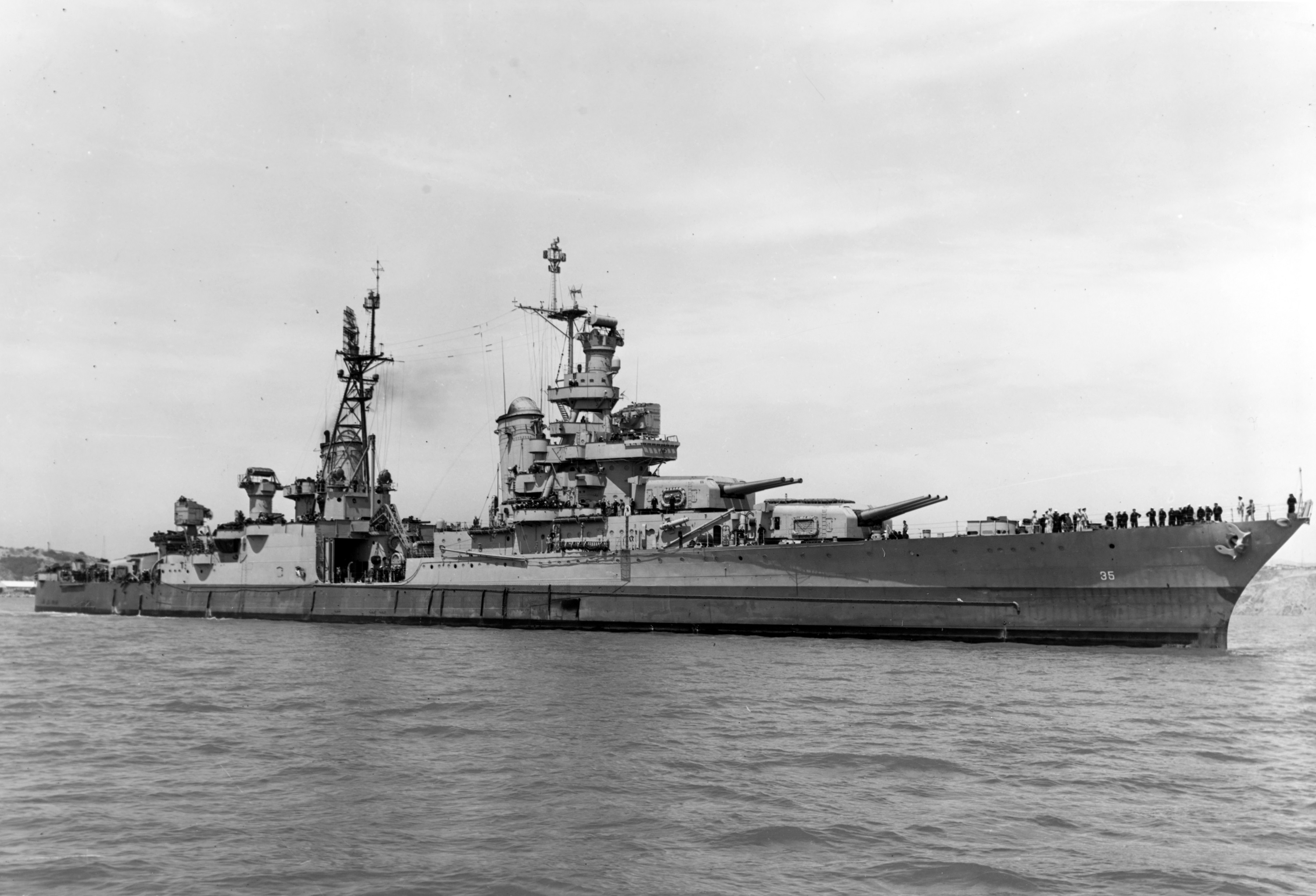
إنديانابوليس قبالة جزيرة ماري في 10 يوليو 1945

بعد الإضربات مباشرة، تسارعت الفرقة إلى جزر بونين لدعم عمليات الانزال في إيو جيما. ظلت السفينة هناك حتى 1 مارس، لحماية سفن الغزو وقصف الأهداف لدعم عمليات الانزال. عادت إنديانابوليس إلى فرقة عمل الفريق ميتشر في الوقت المناسب لضرب طوكيو، مرة أخرى في 25 فبراير، وHachijō قبالة الساحل الجنوبي لهونشو في اليوم التالي. على الرغم من أن الطقس كان سيئًا للغاية، إلا أن القوة الأمريكية دمرت 158 طائرة واغرقت خمس سفن صغيرة أثناء قصف المنشآت الأرضية وتدمير القطارات.
كان الهدف التالي للقوات الأمريكية هو أوكيناوا، في جزر ريوكيو، والتي كانت في مرمى الطائرات . تم تكليف القوة الناقلة السريعة بمهاجمة المطارات في جنوب اليابان حتى لا تكون قادرة على إطلاق مقاومة جوية فعالة على الغزو الوشيك. غادرت قوة الناقل السريع إلى اليابان من أوليثي في 14 مارس. في 18 مارس، شنت هجومًا من موقع 100 ميل (160 كـم) جنوب شرق جزيرة كيوشو. استهدف الهجوم المطارات في كيوشو، وكذلك سفن الأسطول الياباني في موانئ كوبي وكوري، في جنوب هونشو. حدد اليابانيون فرقة العمل الأمريكية في 21 مارس، حيث أرسلوا 48 طائرة لمهاجمة السفن. اعترضت أربعة وعشرون طائة مقاتلة من الفرقة جميع الطائرات اليابانية وأسقطوها.

قصفت أوكيناوا بدأ من 24 مارس. قضت إنديانابوليس 7 أيام في صب قذائف 8 بوصة على دفاعات الشاطئ. خلال هذا الوقت، هاجمت طائرات العدو مرارا السفن الأمريكية. أسقطت إنديانابوليس ست طائرات ودمرت طائرتين أخريين. في 31 مارس رصدت السفينة المقاتلة اليابانية من طراز ناكاجيما كي -43 «أوسكار» التي ناورت بالتحليق للاعلى من ثم الانقضاض عاموديا على السفينة . فتحت مدافع السفينة من عيار 20 ملم النار على الطائرة، ولكن في غضون 15 ثانية، كانت الطائرة فوق السفينة. ادت الاعيرة النارية الموجهة على الطائرة إلى انحرافها، لكن طيار العدو تمكن من إطلاق قنبلته من ارتفاع 25 قدم (7.6 م) ، تحطمت الطائرة في البحر بالقرب من مأخرة السفينة . سقطت القنبلة على سطح السفينة، داخل قاعة الطعام للطاقم، لتخترق مقصورة الرسو وخزانات الوقود قبل أن تصطدم بالعارضة وتنفجر في الماء تحتها. فجر الارتجاج فتحتين في العارضة حيث غمرت المياه المقصورات القريبة، مما أسفر عن مقتل تسعة من أفراد الطاقم. حواجز السفينة حالت دون حدوث أي فيضان تدريجي. جرت السفينة إلى سفينة الإنقاذ لاجراء الاصلاحات الطارئة ليكتشف التفتيش أن أعمدة المروحة قد تعرضت للتلف، وتمزقت صهاريج الوقود الخاصة بها، وتدمير معداتها لتقطير المياه. لكن إنديانابوليس مع ذلك عادت لوحدها إلى حوض ماري آيلاند البحري لبناء السفنلإصلاحها. 

### مهمة سرية
بعد إصلاح شامل، تلقت إنديانابوليس أوامر للقيام بمهمة سرية للغاية ذات أهمية قصوى للأمن القومي: المضي قدما إلى جزيرة تينيان حاملة اليورانيوم المخصب  (حوالي نصف إمدادات العالم من اليورانيوم -235 في ذلك الوقت) والأجزاء الأخرى المطلوبة لتجميع القنبلة الذرية التي يطلق عليها اسم «ليتل بوي»، والتي سيتم إسقاطها على هيروشيما بعد بضعة أسابيع فقط.
غادرت إنديانابوليس حوض السفن هنترز بوينت بسان فرانسيسكو بحمولاتها القيمة في 16 يوليو 1945، بعد ساعات من اختبار ترينيتي. وسجلت رقما قياسيا بالسرعة ب74 ساعة ونصف  من سان فرانسيسكو إلى بيرل هاربور، بمتوسط سرعة 29 عقدة (54 كم/س؛ 33 ميل/س) . عند وصولها إلى ميناء بيرل في 19 يوليو،  اسرعت غير مصحوبة باي مرافقة  حيث سلمت مكونات القنبلة الذرية إلى تينيان في 26 يوليو.
بعد ذلك تم إرسال إنديانابوليس إلى غوام، حيث تم استبدال عدد من أفراد الطاقم الذين أتموا رحلاتهم ببحارة آخرين. غادرت غوام في 28 يوليو، وبدأت تبحر باتجاه مدينة ليت الواقعة في بيسايا الفلبينية، حيث كان من المقرر أن يتلقى طاقمها تدريبات قبل أن يتوجهوا إلى أوكيناوا للانضمام إلى فرقة العمل 95 التابعة للنائب الأميرال جيسي أولدندورف .  

## غرق

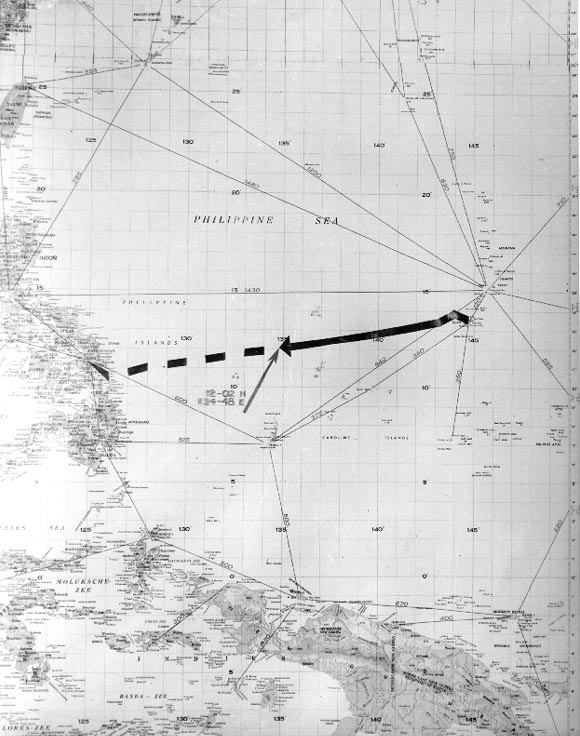
انديانابوليس ' الطريق والقصد من غوام إلى الفلبين

الساعة 00:15 يوم 30 يوليو / تموز، انديانابوليس ضربت على جانبها الأيمن من قبل طوربيدان من نوع طوربيدات 95 من الغواصة اليابانية I-58, بقيادة القبطان موتشيزورا هاشيموتو الذي كان يعتقد في البداية انه قد رصد البارجة يو اس اس ايداهو (بي بي -42) من فئة (بوارج نيوميكسيكو). الانفجارات تسببت بأضرار جسيمة. كانت الاضرار كافية وفي خلال اثني عشر دقيقة لاغراق مقدمة السفينة وارتفاع المؤخرة للاعلى لتنشطر إلى نصفين. نحو 300 من 1,195 أفراد الطاقم غرقو مع السفينة. ليكون بقية افراد الطاقم عرضة للمجهول لعدم توفر العدد الكافي من قوارب النجاة أو حتى سترات النجاة .

### إنقاذ
لم تعرف قيادة البحرية عن غرق السفينة حتى تم رصد الناجين في المحيط المفتوح بعد ثلاثة أيام ونصف. في الساعة 10:25 من يوم 2 أغسطس / آب، رصدت طائرة من طراز PV-1 فينتورا يقودها الملازم ويلبر «تشاك» غوين وزميله الملازم وارن كولويل، فضلاً عن طائرة من طراز بي بي واي 2 يقودها بيل كيتشن أثناء رحلة دورية روتينية، الطاقم في عرض المحيط. أسقط غوين على الفور طوافة الحياة وجهاز الإرسال اللاسلكي. تم إرسال جميع الوحدات الجوية والسطحية القادرة على عمليات الإنقاذ إلى مكان الحادث في وقت واحد.
أول من وصل كانت طائرة دورية برمائية من طراز بي بي واي كاتالينا، قادها الملازم روبرت أدريان ماركس (يو إس إن). رصد ماركس وطاقمه الناجين وأسقطوا طوافات النجاة. تدمر أحد طوافات النجاة جراء السقوط وكان سقط بعضها بعيدا عن الناجين المنهكين اساسا. ورغما عن الاوامر المتكررة بعدم الهبوك في المحيط ، قام ماركس بتصويت طاقمه الذي قرر الهبوط. التقاط 56 ناجيا الا ان المساحة في الطائرة كان محدود ، لذلك قام ماركس بربط الرجال بالجناح باستخدام حبل المظلة. الا ان ذلك عطل من قدرة الطائرة على التحليق مجددا . بعد حلول الظلام ، وصلت أول سفينة نجاة من اصل سبع تم ارسالهم وهي المدمرة المرافقة يو إس إس سيسيل ج. دويل، حيث استخدمت كشافات الإضاءة للبحث وغرس الأمل في أولئك الذين ما زالوا في المياه. التقطت سيسيل جي دويل والست سفن الأخرى الباقين. بعد عملية الإنقاذ اغرقت سيسيل جي دويل طائرة ماركس لأنها لم تستطع سحبها.
أصيب العديد من الناجين حيث أصيبوا جميعًا بنقص في الغذاء والماء (مما أدى إلى الجفاف وفرط صوديوم الدم)، والتعرض لأشعة الشمس الحارقة أثناء النهار وانخفاض حرارة الجسم في الليل ، وكذلك تقشر شديد بسبب استمرار التعرض للماء المالح ، بالإضافة إلى هجمات القرش القاتلة ، في حين أن البعض قتل نفسه أو غيره من الناجين تحت تأثير حالات الهذيان والهلوسة.  فقط 316 شخص نجا من أصل حوالي 900 شخص كان قد تاه في غرض المحيط بعد الغرق.  توفي اثنان من الناجين الذين تم إنقاذهم ، روبرت لي شيبمان وفريدريك هاريسون ، في أغسطس 1945.

### فشل البحرية بمعرفة غرق الطراد
مقر قيادة جزر ماريانا في غوام ومقر قيادة الحدود البحرية الفيليبينية في ليتي ابقيا على جدول لوحات التخطيط لعملية رحلات السفن ضمن مراكز القيادة من دون التثبت من أي امر طارئ قد يحدث. حيث انه في 31 يوليو ازال مركز ماريانا السفينة من سجلتاها وقام مركز ليتي بتسجيل الوصول كما هو مفروض ومخطط له مسبقا معتمدين على تنبؤات وليس تقارير كان من المفترض أن تصل سفينة كبيرة الحجم مثل إنديانابوليس إلى وجهاتها في الوقت المحدد ، ما لم يتم الإبلاغ عن غير ذلك. كان الملازم ستيوارت بي. جيبسون ، مسؤول العمليات في ميناء تاكلوبان ، هو المسؤول عن تتبع تحركات إنديانابوليس . كان فشل السفينة في الوصول في الموعد المحدد معروفًا في الحال لجيبسون ، الذي فشل في التحقيق في الأمر ولم يقدم تقريرًا فوريًا عن الحقيقة إلى رؤسائه. تلقى جيبسون خطاب توبيخ فيما يتعلق بالحادث. تلقى القائد بالنيابة وضابط العمليات في مركز الحدود البحرية الفلبينية أيضًا توبيخًا ، بينما تلقى رئيس جيبسون المباشر خطاب تحذير.

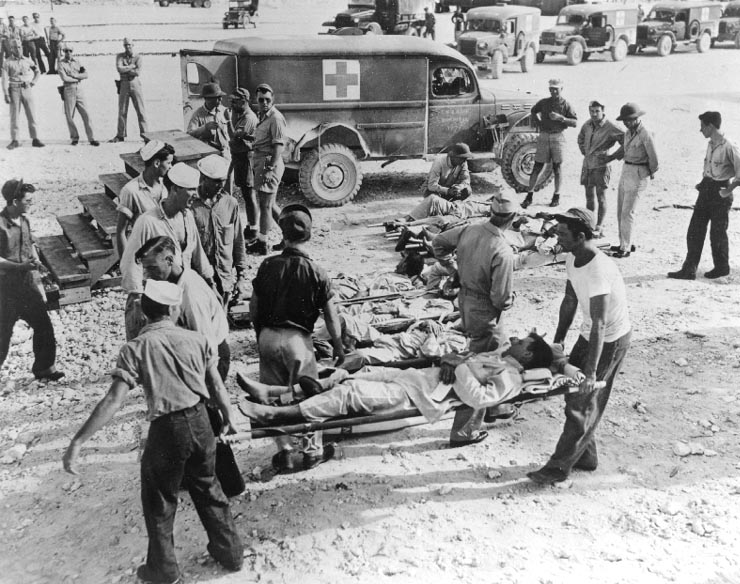
الناجون من إنديانابوليس في غوام في أغسطس 1945

في البيان الرسمي الأول ، قالت البحرية إن نداءات الاستغاثة «تم تشغيلها بواسطة مشغلي الراديو وربما تم إرسالها بالفعل» ولكن «لم يتم تقديم دليل على أن أي رسالة استغاثة من السفينة قد استلمتها أي سفينة أو طائرة أو محطة ساحلية».  وأظهرت السجلات التي رفعت عنها السرية في وقت لاحق أن ثلاث محطات استقبلت الإشارات ، لكن أياً منها لم يتصرف بناء على النداء. كان أحد القادة في حالة سكر ، وأمر آخر رجاله بعدم الإزعاج له ، وفكر ثالث أنه فخ ياباني.
قبل الهجوم مباشرة ، كانت الاجواء معتدلة ، وكانت الرؤية متقلبة لكنها ضعيفة بشكل عام ، وكانت إنديانابوليس تبخر بسرعة 17 عقدة (20 ميل/س؛ 31 كم/س). عندما فشلت السفينة في الوصول إلى ليتي في 31 يوليو ، كما هو مقرر ، لم يتم الإبلاغ عن تأخر موعد وصولها. كان هذا الإغفال بسبب سوء فهم لنظام تقارير الحركة .

### محكمة عسكرية للكابتن ماكفاي
نجا الكابتن تشارلز ب. مكفاي الثالث ، الذي قاد إنديانابوليس منذ نوفمبر 1944 خلال عدة معارك ، من الغرق ، على الرغم من أنه كان آخر من ترك السفينة ، وكان من بين أولئك الذين تم إنقاذهم بعد أيام. في نوفمبر 1945، تمت محاكمته عسكريا بتهمتين : الأولى الفشل في إصدار أوامر إلى رجاله بأخلاء السفينة والثانية بالمجازفة بالسفينة. تم تبرئته من التهمة الأولى ، وأدين ماكفاي بالمخاطرة بسفينته بعدم ابحاره باسلوب متعرج ". عدة جوانب من المحكمة العسكرية كانت مثيرة للجدل. كان هناك دليل على أن البحرية نفسها قد وضعت السفينة في طريق الأذى. كانت أوامر مكفاي "بتعرج حسب تقديره ، إذا سمح الطقس"؛ ومع ذلك ، لم يتم إخبار مكفاي أن غواصة يابانية كانت تعمل بالقرب من طريقه من غوام إلى ليتي. علاوة على ذلك ، شهد القبطان <b>موتشيزورا هاشيموتو</b> ، قائد I-58 ، أن التعرج لن يكون له أي فرق. الأدميرال تشيستر نيميتز هو من حكم على مكفاي واستعادته إلى الخدمة الفعلية. تقاعد مكفاي في عام 1949 كأدميرال خلفي.
في حين قال العديد من ناجين انديانابوليس ' ان ماكفاي لا يلام على غرق السفينة. الا ان اهالي بعض طاقم السفينة الذين لقوا حتفهم يعتقدون خلاف ذلك، حيث ارسل اليه احدهم : «عيد ميلاد مجيد! عطلة العيد واجتماع عائلتنا لكان أكثر سعادة ان لم تقتل ابني». الذنب الذي تم وضعه على كتفيه تفاقم حتى انتحر في عام 1968 في عمر 70، وذلك باستخدام مسدس البحرية. تم اكتشاف جثة مكفاي في حديقة منزله من قبل بستانيه ممسكا بيده بلعبة بحار وبيده الأخرى المسدس.

### تنظيف سجل مكفاي
في عام 1996، بدأ طالب الصف السادس هانتر سكوت بحثه عن غرق إنديانابوليس في مشروع عن التاريخ ، وهي مهمة أدت في النهاية إلى تحقيق في الكونغرس الأمريكي. في أكتوبر 2000 أصدر كونغرس الولايات المتحدة قرارًا ينص على أن سجل الكابتن مكفاي يجب أن يذكر أنه «تم تبرئته لفقدان إنديانابوليس»؛ وقع الرئيس بيل كلينتون القرار. لاحظ القرار أنه على الرغم من أن عدة مئات من سفن البحرية الأمريكية قد فقدت في القتال خلال الحرب العالمية الثانية ، إلا أن مكفاي كان القبطان الوحيد الذي يتم استدعاؤه أمام محكمة عسكرية لغرق سفينته. في يوليو 2001، أمر وزير البحرية الأمريكي بإلغاء سجل مكفاي الرسمي في البحرية من أي مخالفات. 

## القادة
قادة يو إس إس إنديانابوليس : 
| مرتبة        | اسم                    | تاريخ                           |
| ------------ | ---------------------- | ------------------------------- |
| قائد المنتخب | جون م. سمايلي          | 15 نوفمبر 1932 - 10 ديسمبر 1934 |
| قائد المنتخب | وليام س. ماكلينيك      | 10 ديسمبر 1934 - 16 مارس 1936   |
| قائد المنتخب | هنري كنت هيويت         | 16 مارس 1936 - 5 يونيو 1937     |
| قائد المنتخب | توماس ك. كينكيد        | 5 يونيو 1937 - 1 يوليو 1938     |
| قائد المنتخب | جون إف شافروث جونيور   | 1 يوليو 1938 - 1 أكتوبر 1941    |
| قائد المنتخب | إدوارد هانسون          | 1 أكتوبر 1941 - 11 يوليو 1942   |
| قائد المنتخب | مورتون إل ديو          | 11 يوليو 1942 - 12 يناير 1943   |
| قائد المنتخب | نيكولاس فيتلاسيل       | 12 يناير 1943 - 30 يوليو 1943   |
| قائد المنتخب | اينار ر جونسون         | 30 يوليو 1943 - 18 نوفمبر 1944  |
| قائد المنتخب | تشارلز ب. مكفاي الثالث | 18 نوفمبر 1944 - 30 يوليو 1945  |

## جوائز
- وسام الدفاع الأمريكي
- ميدالية حملة آسيا والمحيط الهادئ مع عشرة من نجوم المعركة [34]
- الحرب العالمية الثانية النصر الميدالية

## اكتشاف الحطام

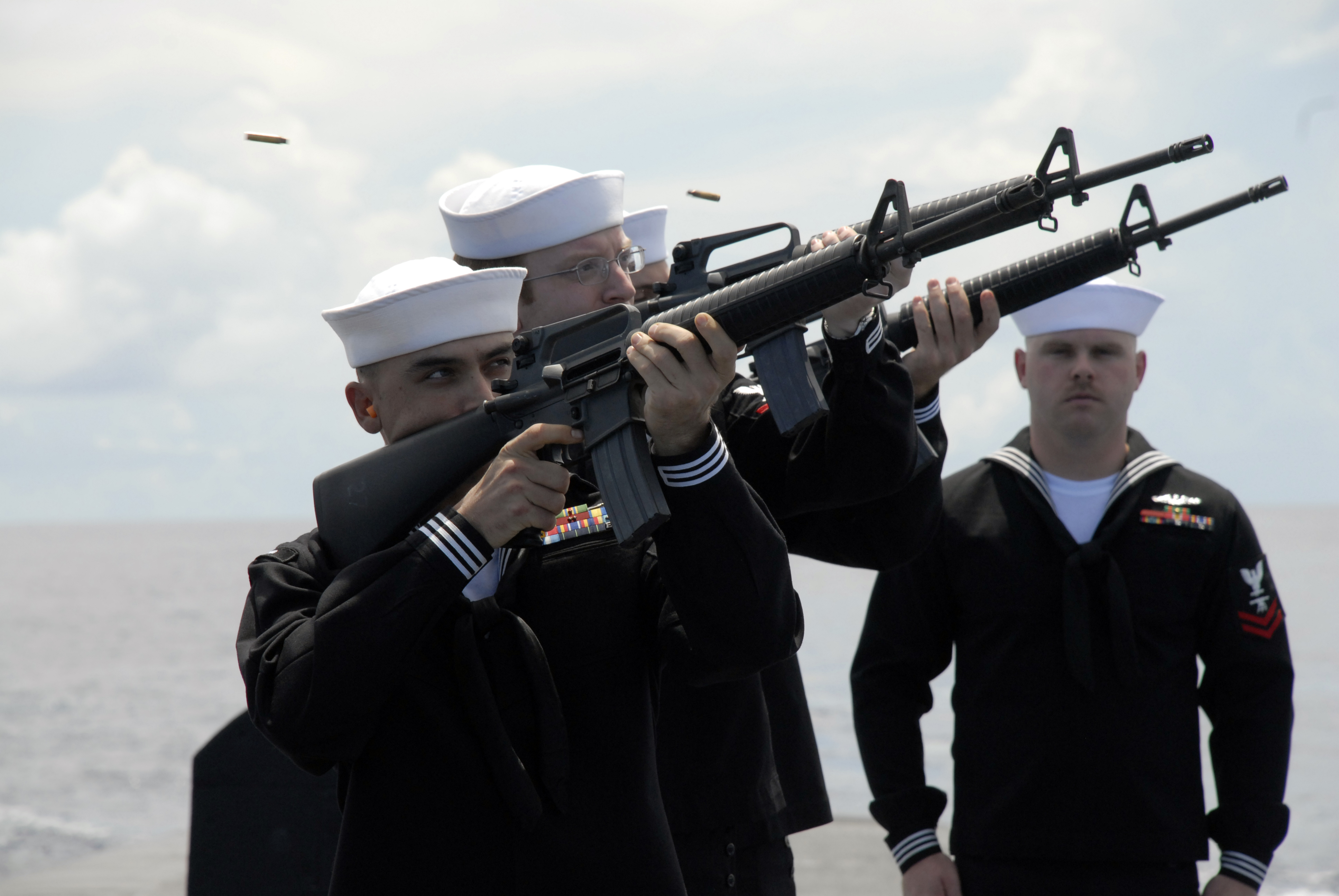
تفاصيل إطلاق النار البحرية كجزء من عملية دفن في البحر في عام 2008 لأحد الناجين البالغ عددهم 316 الناجين من غرق السفينة إنديانابوليس في 30 يوليو 1945

حطام إنديانابوليس في البحر الفلبيني. في الفترة من يوليو إلى أغسطس 2001، سعت بعثة للعثور على الحطام من خلال استخدام سونار المسح الجانبي والكاميرات تحت الماء المثبتة على سيارة تعمل عن بعد . رافق أربعة من الناجين من إنديانابوليس الحملة التي لم تنجح. في يونيو 2005، تم تنظيم حملة استكشافية ثانية للعثور على الحطام. غطت ناشيونال جيوغرافيك القصة وأصدرتها في يوليو. أطلقت الغواصات للعثور على أي علامة على الحطام. الكائنات الوحيدة التي عثر عليها على الإطلاق ، والتي لم يتم التأكد من أنها تنتمي إلى إنديانابوليس ، كانت عبارة عن عدة قطع من المعدن بأحجام مختلفة تم العثور عليها في منطقة موضع الغرق المُبلغ عنها (تم تضمين هذا في برنامج ناشيونال جيوغرافيك «العثور على يو إس إس إنديانابوليس»).
في يوليو 2016، ظهرت معلومات جديدة حول الموقع المحتمل لموقع إنديانابوليس عندما تم اكتشاف سجلات بحرية تشير إلى أن LST-779 سجلت مروراً بإنديانابوليس قبل 11 ساعة من ضرب الطوربيدات. سمحت هذه المعلومات للباحثين بتحديد أن إنديانابوليس كانت تتحرك بشكل أسرع وبالتالي كانت متجهة غربًا أكثر مما كان متوقعًا سابقًا ، وكذلك بعيدًا قليلاً عن المسار الذي سلكته. باستخدام هذه المعلومات ، خططت ناشيونال جيوغرافيك للقيام برحلة استكشافية للبحث عن الحطام في صيف عام 2017. تشير التقديرات إلى أن إنديانابوليس كانت في الواقع 25 ميل (40 كـم) الغرب من موقع الغرق المبلغ عنه ، في المياه على 3 ميل (4,800 م) عميق ، وعلى الأرجح على جانب جبل تحت الماء.
بعد مرور عام على اكتشاف السجلات ، تم العثور على الحطام بواسطة «مشروع USS Indianapolis» التابع لشركة Paul Allen على متن سفينة الأبحاث Petel    في 19 أغسطس 2017، على عمق 18,044 قدم (3.417 ميل؛ 5.500 كـم)  يتم الحفاظ على الحطام بشكل جيد بسبب العمق الكبير الذي تقع عليه إنديانابوليس ، بين السلاسل الجبلية الصخرية في شمال بحر الفلبين.
في سبتمبر 2017، تم إصدار خريطة توضح الحطام. يكمن الجزء الرئيسي من الحطام في فوهة تأثير هائلة ؛ القوس الذي انقطع قبل غرق السفينة يقع على بعد 1.5 ميل (2.4 كـم) شرق. يقع المدفعان الأماميان مقاس 8 بوصات ، اللذان انطلقا أيضًا على السطح ويضعان آخر موضع للسفينة على السطح ، على بعد 0.5 ميل (0.80 كـم) شرق الحطام الرئيسي. الجسر ، الذي انفصل عن السفينة بسبب الطوربيدات ، يقع في حقل حطام بالقرب من المدافع الأمامية. لا يزال برج البندقية 8 بوصة على المؤخرة في مكانه ، على الرغم من انهيار سقف المؤخرة فوق نفسه. يقع حطام الطائرة من السفينة على بعد حوالي 0.6 ميل (0.97 كـم) شمال الجزء الرئيسي من الحطام. 

## لم الشمل
منذ عام 1960، يجتمع أفراد الطاقم الناجين من أجل لم الشمل في إنديانابوليس. للقاء السبعين ، الذي عقد في الفترة من 23 إلى 26 يوليو 2015، حضر 14 من الناجين الـ 32 الباقين. عمليات الشمل مفتوحة لأي شخص مهتم ، وتضم عددًا أكبر من الحاضرين كل عام ، حتى مع انخفاض عدد الناجين من الموت. تُعقد اجتماعات لم الشمل سنويًا منذ عدة سنوات فقط ، ويتم ذلك بشكل دوري في البداية ، كل عامين. كل عام ، يصوت الناجون ، ومعظمهم في التسعينات ، على الاستمرار.   حضر سبعة من بين عشرين من الناجين الأحياء لم شمل عام 2017.

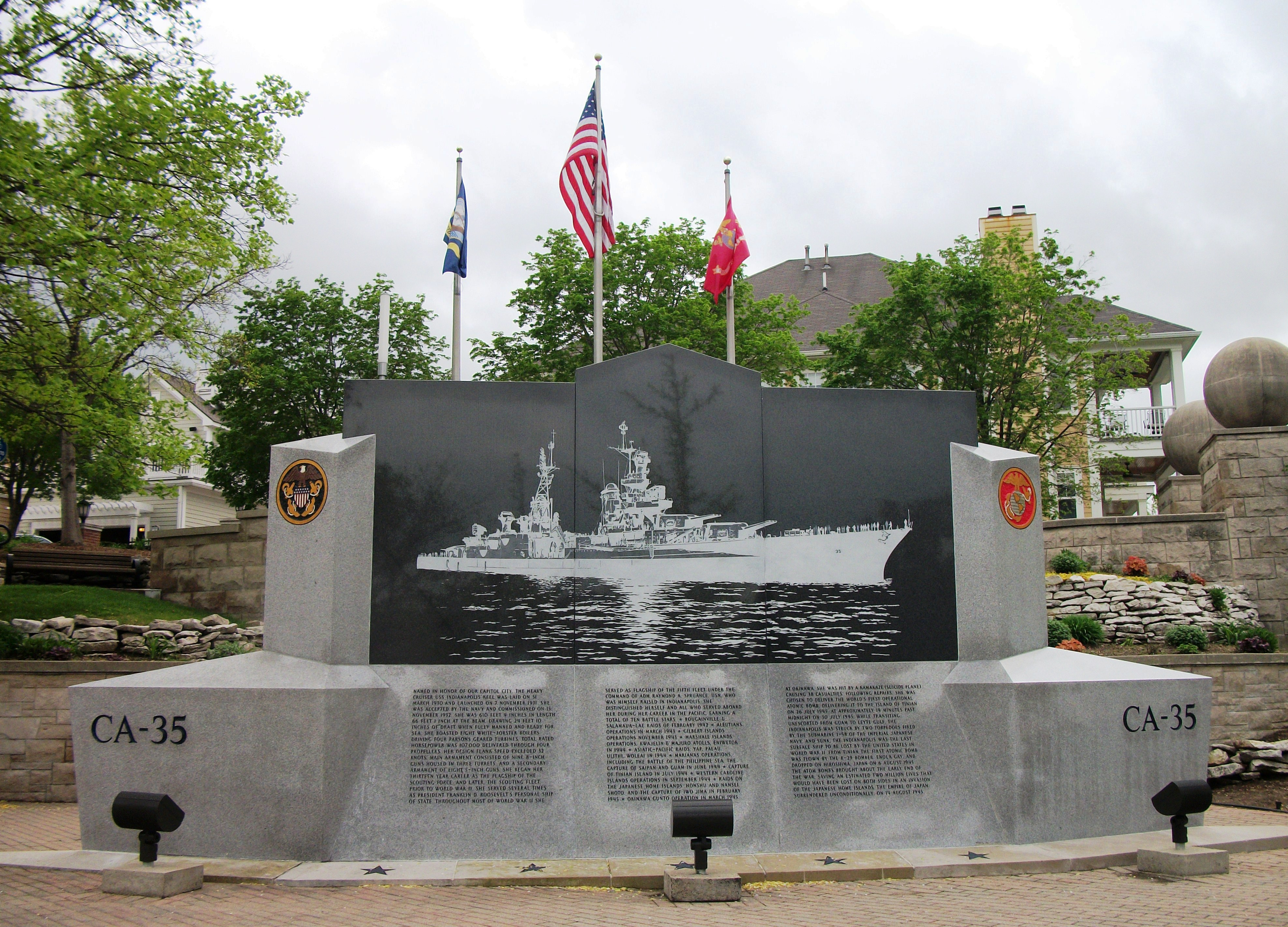
يو إس إس إنديانابوليس التذكارية الوطنية

تم تخصيص النصب التذكاري الوطني يو إس إس إنديانابوليس في 2 أغسطس 1995. وهي تقع على ممشى القناة في إنديانابوليس. يصور الطراد الثقيل في الحجر الجيري والجرانيت ويجلس بجوار قناة وسط المدينة. يتم سرد أسماء أعضاء الطاقم في النصب ، مع علامات خاصة لأولئك الذين فقدوا حياتهم.
في مايو 2011، تم تسمية الطريق السريع I-465 حول إنديانابوليس باسم USS Indianapolis Memorial Highway.
يحتفظ متحف ولاية إنديانا ببعض المواد المتعلقة بإنديانابوليس . كانت جرسها والراية المكلفة في السابق تقعان في مخزن هيسلار البحري ، ولكنها تقيم حاليًا في متحف إنديانا التذكاري الحربي.